# Gang of Four
Gang of Four (укр. Банда чотирьох) — англійський рок-гурт, заснований в 1977 році.

## Історія гурту
До складу колективу, заснованого в 1977 в Лідсі, увійшли студенти місцевого університету — Джон Кінг, Енді Гілл, Х'юго Бернем та Дейв Аллен. Кінг та Гілл були багаторічними друзями, захоплювались мистецтвом та авангардним кінематографом, були знайомі з діяльністю радикальних антикапіталістичних організацій. Гурт відрізнявся своїми текстами, наповненими ідеями марксизму, а також привабливим та незвичайним звучанням, що поєднувало елементи рок-музики, панку, фанку та диско. Назва «Gang of Four» була запозичена з однойменної китайської радикальної організації, яку очолювала вдова Мао Дзедуна.
Дебютний мініальбом Damaged Goods з трьома піснями вийшов в 1978 році. Платівка зацікавила музичні компанії, і Gang of Four запропонували контракт декілька лейблів. В Європі гурт почав працювати з EMI, а в США досягнули домовленості з Warner Bros. В травні 1979 року вийшов подвійний сингл «At Home He's a Tourist» / «It's Her Factory», який потрапив до британського чарту Top 60. Пізніше гурт випустив повноцінний альбом Entertainment! Попри відсутність великої кількості продажів, платівка була позитивно сприйнята критиками. Альбом посів 45 місце в альбомному чарті Великої Британії, що вважалось неймовірно позитивним результатом, зважаючи на некомерційний характер їхньої музики. Gang of Four провели масштабні тури в Європі, Великій Британії та США. Проте відносини з мейджор-леблом було зіпсовано після того, як гурт відмовився змінити текст пісні для виступів на шоу BBC Top of the Pops.
Друга платівка Solid Gold вийшла в березні 1981 році. Нова робота Gang of Four вперше потрапила до американського хіт-параду, а сингл «What We All Want» — до клубного чарту. В складі гурту стались деякі зміни: бас-гітариста Дейва Аллена змінив спочатку Баста Джонз, а потім — Сара Лі. В 1982 році Gang of Four випустили наступний альбом Songs of the Free, який містив антивоєнну пісню «I Love a Man in Uniform». У порівнянні з попередніми роботами, платівка вийшла менш радикальною, а пісні з неї звучали не тільки на студентському радіо, але й на R&B-хвилях. Популярність Gand of Four в Сполучених Штатах також дала можливість гурту дебютувати на великому фестивалі Us Festival в 1982 році.
На початку 1983 року внутрішні конфлікти призвели до подальших змін в колективі. Х'юго Бернем залишив гурт, і замість пошуку заміни, музиканти вирішили використати драм-машину. Платівку Hard (1983) вони записали втрьох, а під час концертів місце за барабанами зайняв Стів Гулдінг. В 1984 році Gang of Four випустили концертний альбом At the Palace, який став для гурту останнім — невдовзі колектив розпався.
Повернення Gang of Four відбулось через декілька років. В 1987 році засновники гурту та основні автори пісень — Джон Кінг та Енді Гілл — почали писати нові пісні, а в 1991 році випустили четвертий студійний альбом Mall. Нова платівка була записана за допомогою бас-гітаристки Гейл Енн Дорсі, та відрізнялась від попередніх більш танцювальним характером. В 1995 році Кінг та Гілл випустили п'ятий альбом Shrinkwrapped, ближчий до ранньої творчості Gang of Four. Проте в 1997 році Кінг остаточно припинив займатись музикою і гурт знову припинив існування. Гілл єдиним з гурту залишився в музикальній індустрії, продюсувавши альбоми Killing Joke, Jesus Lizard та Майкла Хатченса з INXS.
Попри розпад гурту, в 1998 році на лейблі Rhino Records вийшла збірка 100 Flowers Bloom. Інтерес до творчості гурту зберігався і надалі, через що у 2004 році Gang of Four в оригінальному складі — з Алленом та Бернемом — провели масштабний світовий концертний тур. Успішне повернення надихнуло гурт випустити платівку Return the Gift (2005), яка містила перезаписані версії 14 пісень з попередніх альбомів. Аллен та Бернем перебували в гурті недовго, і через декілька років їх змінили Марк Хіні (барабани) та Томас Макніс (бас-гітара). У 2011 році вони випустили перший за довгі роки студійний альбом з новими піснями — Content. У 2012 році з гурту пішов один з двох багаторічних учасників — вокаліст Джон Кінг, якого змінив Джон Стеррі. У 2015 році гурт випустив платівку What Happens Next, а у 2018 році — мініальбом Complicit. Останнім лонгплеєм Gang of Four став Happy Now (2019). Після турне по Північній Америці, на початку 2020 року єдиний незмінний учасник гурту гітарист Енді Гілл захворів і вмер.
У 2020 році гурт випустив два мініальбоми This Heaven Gives Me Migraines та ANTI HERO, записаних незадовго до смерті Гілла. Наступного року вийшов триб'ют-альбом гурту he Problem of Leisure. У 2022 році стало відомо про вихід бокс-сету 77-81 та концертне турне Gang of Four за участі Кінга, Бернема, Сари Лі та гітариста Девіда Пахо.

## Музичний стиль
Основними авторами пісень та загальної концепції гурту завжди залишались Джон Кінг та Енді Гілл. Коли вони шукали інших музикантів, то називали власний стиль «швидким ритм-енд-блюзом». В класичних альбомах кожному з музикантів і їхніх інструментів — вокалу, гітарі, бас-гітарі та барабанам — виділялось досить простору, що відповідало оригінальній назві гурту — «Банда чотирьох». Ритм-секція Бернема та Аллена була подібною до Джеймса Брауна та фанк-гурту Parliament. Гітарний стиль Гілла був схожим на Вілко Джонсона з Dr. Feelgood, поєднував ритм- та соло-гітару з перкусійним виконанням, різкими стакато-акцентами; також він запозичив багато з регі та від гітариста британського рок-гурту Free Пола Коссофф. На відміну від багатьох гуртів, які захоплювались сольними партіями, в Gang of Four всіх трьох музикантів можна було вважати ритм-секцією. Зокрема, мінімалізм Gang of Four також втілювався в «антисоло», коли під час програшу гітарист просто переставав грати.
Тексти пісень, які писав Джон Кінг, відповідали музичній складовій гурту та поєднували теми політики, економіки та сексу. Кінгу вдалось запобігти гучних гасел, та замість цього показати, як політичні системи та економіка впливали на звичайних людей з вулиці. Енді Гілл наголошував, що музиканти не були марксистами, як це вважалось, проте критики знаходили в них явні відсилання до ідей італійського комуніста Антоніо Грамші та німецького драматурга Бертольта Брехта. На думку Марка Демінга (AllMusic), Gang of Four «об'єднали жорсткі ритми фанку, зубчасті уламки металевої гітари, та тексти, які пропускали марксистську теорію через реалії повсякденного життя, отримуючи звучання, яке було мало схожим на будь-який інший гурт».

## Вплив
Gang of Four вважається одним з найвпливовіших колективів британської рок-сцени кінця сімдесятих років. У Великій Британії їхніми послідовниками були панк-фанковські гурти Delta 5 та Au Pairs. В США вплив Gang of Four був ще більшим; його визнавали Minutemen, Red Hot Chilli Peppers, Rage Against the Machine, Fugazi, Pylon, The B-52's, R.E.M. та багато інших.
Після смерті Енді Гілла вийшов триб'ют-альбом The Problem of Leisure: A Celebration of Andy Gill and Gang of Four, на якому кавер-версії Gang of Four виконали Том Морелло, Серж Танкян, Idles, Гері Ньюман, Джон Фрушанте, La Roux та інші. За словами Тома Морелло «Енді Гілл був одним з небагатьох артистів в історії, які змінили спосіб гри на гітарі. Його гурт Gang of Four був просто запальним та абсолютно новаторським, з конфронтаційною, нервовою та піднесеною грою Енді на передньому плані».

## Учасники гурту
| Оригінальний склад - Джон Кінг — вокал - Енді Гілл — гітара - Дейв Аллен — бас-гітара - Х'юго Бернем — барабани | Інші музиканти - Сара Лі — бас-гітара - Стів Гулдінг — барабани - Баста Джонс — бас-гітара - Гейл Енн Дорсі — бас-гітара - Марк Хіні — барабани - Джонні Фіннеган — барабани - Томас Макнейс — бас-гітара - Джон Стеррі — вокал - Тобіас Хамбл — барабани - Девід Пахо — гітара |

## Дискографія
| Студійні альбоми - 1979 — Entertainment! - 1981 — Solid Gold - 1982 — Songs of the Free - 1983 — Hard - 1991 — Mall - 1995 — Shrinkwrapped - 2005 — Return the Gift - 2011 — Content - 2015 — What Happens Next - 2019 — Happy Now Концертні альбоми - 1994 — At the Palace - 2016 — Live…In The Moment | Збірки - 1990 — The Peel Sessions - 1990 — A Brief History of the Twentieth Century - 1998 — 100 Flowers Bloom - 2021 — Gang of Four 77-81 Мініальбоми - 1980 — Yellow - 1982 — Another Day/Another Dollar - 1986 — The Peel Sessions (16.1.79) - 2015 — Die Staubkorn Sammlung - 2018 — Complicit - 2020 — This Heaven Gives Me Migraine - 2020 — Anti Hero |